# Gorkij Park
|  | For det russiske rockband, se Gorky Park |
Gorkij Park er en forlystelsespark i Moskva, opkaldt efter den russiske forfatter Maksim Gorkij.
Gorkij-parken blev første gang åbnet i 1928 og er beliggende ved Krymsky Val og Moskva-floden. Parken blev skabt ved at føje haverne fra det gamle Golitsyn hospital og Neskuchny paladset sammen, så de i alt kommer op på omkring 1,2 km².
Parken har legepladser for børn, forskellige forlystelser, et kæmpe pariserhjul og et af testeksemplarerne fra det sovjetiske rumfærgeprogram Buran, hvor børn kan prøve en "rum-oplevelse". Om vinteren er floden tilfrosset, så man kan stå på skøjter rundt om parken.
Den nærmeste station er Park Kultury på Koltsevaja-linjen (linje 5) på Moskvas metro.
Parken nævnes i sangen "Wind of Change" af det tyske rockband Scorpions fra 1990.
Gorky Park er også titlen på en kriminalroman af Martin Cruz Smith fra 1981. Den blev filmatiseret i 1983 med blandt andre Lee Marvin.